# Как выйти замуж за миллионера
«Как выйти замуж за миллионера» (англ. How To Marry a Millionaire) — американский фильм 1953 года в жанре романтической комедии режиссёра Жана Негулеско. Главные роли исполнили Мэрилин Монро, Бетти Грейбл и Лорен Бэколл.

## Сюжет

Мэрилин Монро в роли Полы, Бетти Грейбл в роли Локо и Лорен Бэколл в роли Шатци

Три молодые модели Шатци Пейдж (Лорен Бэколл), Локо Демпси (Бетти Грейбл) и Пола Дебевуаз (Мэрилин Монро) снимают роскошный пентхаус на Саттон-Плейс в Нью-Йорке у бизнесмена Фредди Денмарка, который живёт в Европе, так как у него возникли проблемы с налоговой службой. Женщины планируют использовать квартиру, чтобы привлечь богатых мужчин и выйти за них замуж. Шатци начинает продавать мебель из квартиры без ведома хозяина для того, чтобы были деньги на жизнь. К их ужасу, с приближением зимы они распродают почти всю мебель, так как им не везёт.

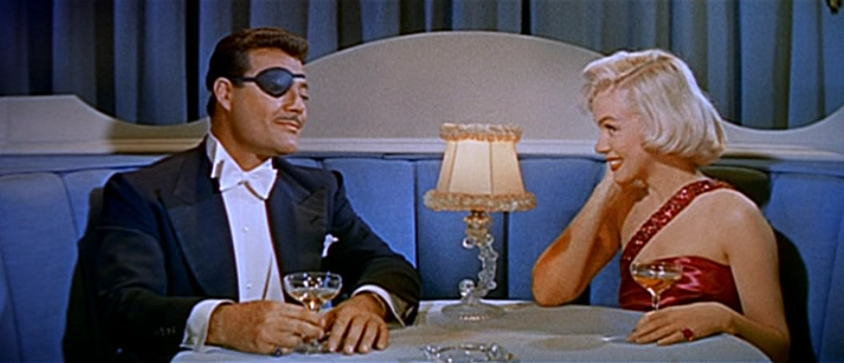
Мэрилин Монро и Александр Д'Арси в сцене свидания

Однажды некий Том Брукман помогает Локо (Бетти Грейбл) донести продукты из магазина в квартиру. Там он знакомится с Шатци (Лорен Бэколл) — самой умной и волевой из подружек, и начинает за ней ухаживать, но она отвергает его, думая, что он беден. Шатци обращает свой взор на богатого и привлекательного пожилого вдовца Джей Ди Хэнли. Все время, пока она преследует Джей Ди, Том, который на самом деле тоже очень богат, преследует Шатци. После каждого свидания Шатци говорит Тому, что больше никогда не хочет его видеть, так как отказывается снова выйти замуж за бедняка, но затем снова идёт с ним на свидание, так как он ей нравится.

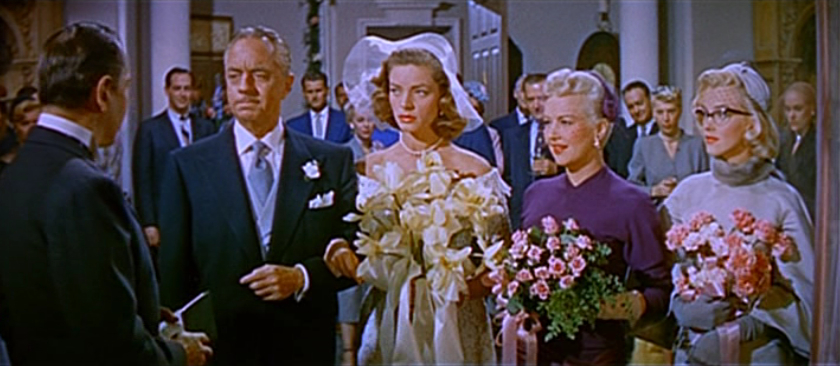
Уильям Пауэлл, Лорен Бэколл, Бетти Грейбл и Мэрилин Монро в сцене свадьбы

Тем временем Локо знакомится с ворчливым бизнесменом Уолтером Брюстером. Он женат, но она соглашается поехать с ним в его «охотничий домик» в штате Мэн, так как думает, что это клуб, где будет много богатых мужчин. Когда они приезжают, Локо разочаровывается, обнаружив, что это обычный охотничий домик для отдыха и там не будет никого, кроме неё, Уолтера и его помощника Ибена Салема. Она пытается уехать, но вынуждена остаться из-за того, что поезд не ходит до следующего дня, и заболевает корью. Затем Уолтер тоже заболевает корью и Локо помогает ему оправиться от болезни. Но пока она живёт с ним в домике, у неё заводятся романтические отношения с Ибеном, который, по её мнению, владеет большей частью окрестных земель. Они обручаются. Когда она узнает, что он всего лишь лесничий, она очень разочарована, но Локо понимает, что любит его и выходит за него замуж несмотря на его финансовое положение.
Третья участница трио, Пола (Мэрилин Монро), страдает близорукостью, но терпеть не может носить очки в присутствии мужчин, так как по её мнению, мужчины не обращают внимания на девушек, которые носят очки. Она влюбляется в Стюарта Меррилла, которого считает нефтяным магнатом, не зная, что он на самом деле мошенник. К счастью, когда она садится на самолёт из аэропорта Ла Гуардиа, чтобы встретить его, она попадает не на тот рейс. Рядом с ней сидит тот самый Фредди Денмарк, у которого они снимают квартиру, и который тоже носит очки. Заметив, что у Полы проблемы со зрением, он уговаривает её надеть очки и говорит, что она в них выглядит даже лучше, чем без них. Фредди направляется в Канзас-Сити, чтобы найти мошенника-бухгалтера, из-за которого у него возникли проблемы с налоговой службой. Ему не очень везёт в этом деле, но он и Пола влюбляются и женятся.
Локо и Пола приезжают к Шатци как раз на её свадьбу с Джеем Ди. Шатци признается Джею Ди, что не может стать его женой, так как влюблена в Тома. Он понимает и соглашается отменить свадьбу. Том находится среди участников свадьбы, и они мирятся, причем Шатци всё ещё не знает, что он богат. После этого три счастливые пары едят гамбургеры в закусочной. Шатци в шутку спрашивает Ибена и Фредди об их финансовых перспективах, которые очевидно, невелики. Когда она наконец добирается до Тома, он небрежно признаёт, что его состояние составляет около 200 миллионов долларов, и перечисляет множество активов. Затем он требует счёт, вытаскивает огромную пачку денег и расплачивается 1000-долларовой купюрой, сказав шеф-повару оставить сдачу себе. От увиденного все три женщины падают в обморок. Затем Том предлагает мужчинам выпить за своих  жён.

## В ролях
| Актёр            | Роль           |
| ---------------- | -------------- |
| Мэрилин Монро    | Пола Дебевуаз  |
| Бетти Грейбл     | Локо Демпси    |
| Лорен Бэколл     | Шатци Пейдж    |
| Уильям Пауэлл    | Джей Ди Хэнли  |
| Дэвид Уэйн       | Фредди Денмарк |
| Рори Кэлхун      | Ибен Салем     |
| Кэмерон Митчелл  | Том Брукман    |
| Александр Д'Арси | Стюарт Меррилл |
| Фред Кларк       | Валдо Брювстер |

## Производство и релиз

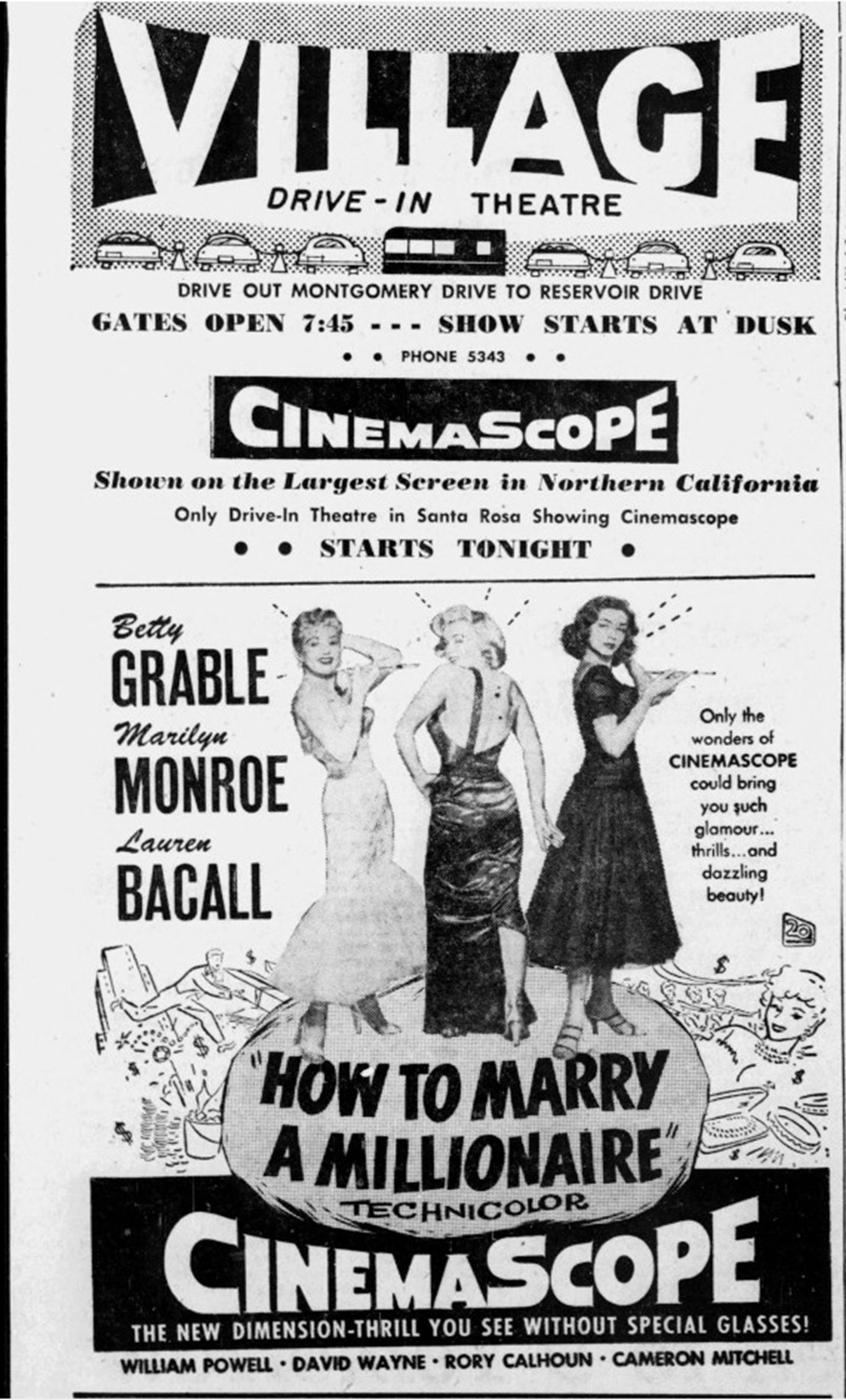
Рекламный постер фильма для Автокинотеатров, 1954

Продюсером и автором сценария выступил Наннэлли Джонсон.
Хотя кинокомпания 20th Century Fox начала производство фильма «Плащаница» раньше, чем «Как выйти замуж за миллионера», последний был завершён первым и студия решила представить «Плащаницу» в качестве своего первого фильма в широкоэкранном формате CinemaScope в начале октября 1953 года, потому как сочла его более подходящим для семейного просмотра и привлекающим более широкую аудиторию.
Хотя имя Бетти Грейбл было указано первым в титрах фильма, имя Мэрилин Монро фигурировало первым на всех постерах, включая трейлер.
Дизайнером всех костюмов для фильма выступил Травилла.

### Виды на Нью-Йорк
В фильме присутствуют несколько культовых цветных видов Нью-Йорка середины XX века: Рокфеллеровский центр, Центральный парк, здание Организации Объединенных Наций и Бруклинский мост во вступительной части после титров. Другие знаковые виды включают Эмпайр-стейт-билдинг, ночные огни Таймс-сквер и мост Джорджа Вашингтона.

### Саундтрек
Музыка к фильму была записана в стерео звуке, написана и поставлена Альфредом Ньюманом, музыкальное сопровождение Сирила Мокриджа, оркестровка — Эдварда Пауэлла. Саундтрек к фильму был выпущен на компакт-диске Film Score Monthly 15 марта 2001 года как часть серии Film Score Monthly Golden Age Classics.

### Релиз и кассовые сборы
Премьера состоялась 4 ноября 1953 года в театре Фокс Уилшир (ныне театр Сабан) в Беверли-Хиллз, Калифорния. Фильм имел масштабный кассовый успех, заработав в мировом прокате 8 миллионов долларов, став вторым самым успешным фильмом года студии 20th Century Fox после «Плащаницы». В итоговом списке самых успешных кинокартин 1953 года фильм занял пятое место, в то время как два других фильма с Мэрилин Монро в главных ролях «Джентльмены предпочитают блондинок» и «Ниагара» заняли восьмое и пятнадцатое место соответственно, что сделало её самой кассовой и популярной актрисой года и принесло ей множество престижных наград.

## Награды и номинации
| Награда                        | Категория                            | Номинанты                     | Результат |
| ------------------------------ | ------------------------------------ | ----------------------------- | --------- |
| Оскар                          | Лучший дизайн костюмов               | Чарльз ЛаМер Травилла         | Номинация |
| BAFTA                          | Лучший фильм                         | Как выйти замуж за миллионера | Номинация |
| Премия Гильдии сценаристов США | Лучший сценарий к комедийному фильму | Наннэлли Джонсон              | Номинация |

## Факты
- В 1957 году по фильму был снят одноимённый комедийный сериал для американского телевидения. Было выпущено два сезона.
- В 2000 году компания 20th Century Fox Television выпустила телевизионный ремейк фильма под названием «Как выйти замуж за миллиардера: Рождественская сказка». В нём трое мужчин искали себе состоятельных женщин. В главных ролях снялись Джон Стамос, Джошуа Малина и Шемар Мур.
- В 2007 году Николь Кидман купила права на ремейк фильма, намереваясь продюсировать и сыграть главную роль. Но проект по неизвестным причинам так и не был запущен в производство.